# La Terre (film, 1969)
Pour les articles homonymes, voir Terre (homonymie).
Pour plus de détails, voir Fiche technique et Distribution.
La Terre (الأرض, Al-Ard) est un film égyptien réalisé par Youssef Chahine, sorti en 1969.

## Synopsis
Le film raconte le conflit entre les paysans et les propriétaires terriens dans l'Égypte rurale des années 1930, et explore la relation complexe entre les intérêts individuels des propriétaires terriens incarnant un féodalisme oppressif et la résistance des populations rurales dénuées à leur terres. Le film a été choisi comme le deuxième meilleur film de l'histoire du cinéma égyptien.

## Fiche technique
- Titre original : الأرض, Al-Ard
- Titre français : La Terre
- Réalisation : Youssef Chahine
- Scénario : Abdel Rahman El-Charkaoui
- Pays d'origine :  Égypte
- Durée : 129 minutes
- Date de sortie : 1969

## Distribution
- Mahmoud el-Meliguy : Mohamed Abu Swelam
- Hamdy Ahmed : Mohammad Effendi
- Yehia Chahine : Hassouna
- Ezzat El Alaili : Abd El-Hadi

## Distinctions
Le film a été présenté en sélection officielle en compétition au Festival de Cannes 1970.